# Benenberg
Benenberg ist ein südlicher Ortsteil der Gemeinde Kall im nordrhein-westfälischen Kreis Euskirchen. Im Ort wohnen etwas mehr als 100 Personen.
Benenberg gehört zum Bezirk Krekel, der für den Bezirk bestimmte Ortsvorsteher ist Hans Dieter Schäfer.
Benenberg hat die Dorfgemeinschaft Benenberg, einen Kinderspielplatz und eine Schreinerei.

## Tourismus
Der Ort liegt im Wanderparadies Nordeifel zwischen der Burg Wildenburg und dem Wald- und Naturschutzgebiet Krekeler Heide. Die EifelSchleifen Nr. 20. Krekeler Höhe und Nr. 56 Wildenburgsteig sowie eine MTB-Strecke berühren Benenberg. Die EifelSchleife Nr. 66 Ackerterrassenweg liegt unmittelbar südlich des Ortes. Mehrere Ferienhäuser/-Wohnungen bieten Unterkunft.

## Verkehr
Durch den Ort verläuft die Landesstraße 22. Die nächste Autobahnanschlussstelle ist Nettersheim an der Bundesautobahn 1, die nächste Bahnstation ist Blankenheim-Wald.
Die VRS-Buslinie 885 der RVK, die überwiegend als TaxiBusPlus nach Bedarf verkehrt, verbindet Bebenberg mit angrenzenden Orten und Kall.
| Linie | Verlauf |
| ----- | --- |
| 885   | MiKE (außer im Schülerverkehr): Manscheid – Wildenburg – Benenberg – (Krekel – Rüth – Roder –) Sistig – (Frohnrath –) Rinnen – Sötenich – Kall Bf |